# Nikoloz Basilașvili
Nikoloz Basilașvili (în georgiană ნიკოლოზ ბასილაშვილი n. 23 februarie 1992, Tbilisi, Georgia) este un jucător de tenis profesionist georgian. În iulie 2018, el a ajuns pe tabloul principal la Openul Germaniei din Hamburg venind din calificări și a câștigat turneul, învingându-l pe Leonardo Mayer în finală și devenind primul jucător georgian care a câștigat vreodată un turneu ATP. În octombrie 2018, Basilașvili a câștigat al doilea titlu ATP la Openul Chinei, învingându-l în finală pe numărul patru mondial, Juan Martín del Potro. Pe 27 mai 2019 s-a clasat pe locul al 16-lea în clasamentul mondial.

## Carieră

### Cariera la juniori
Nikoloz nu a jucat la niciun turneu de Mare Șlem în timpul carierei sale de juniori. Cea m ai bună poziție pe care s-a clasat la tineret a fost poziția cu nr. 59 la 5 ianuarie 2009. El și-a încheiat cariera la juniori cu 35 de victorii și 22 de înfrângeri la simplu și 14-17 pe dublu.
Basilashvili a jucat în primul său turneu ITF din circuitul destinat juniorilor la sfârșitul anului 2006 la turneul G2 Jerry Simmons. A pierdut în prima rundă de calificare. În 2007, a reușit să depășească faza de calificare la două turnee G4 în Israel și un G3 în România. Nikoloz a pierdut în toate în optimi. Mai târziu, în acel an, a ajuns la prima sa semifinală de la orice turneu de juniori, la dublu cu americanul Patrick Daciek. La simplu, el a ajuns în semifinale la G4 USTA Illinois pe care a pierdut-o în fața lui Filip Krajinovic în septembrie.

### Cariera la seniori
În iulie 2018, el s-a aflat pe tabloul principal al Openului Germaniei din Hamburg și a câștigat turneul, învingându-l pe Leonardo Mayer 6-4, 0-6, 7-5 în finală și devenind primul jucător georgian care a reușit să câștige vreodată un turneu ATP. După ce a câștigat primul său titlu, Basilașvili s-a clasat pe locul 35 în clasamentul mondial, cea mai bună poziție pe care a ocupat-o în clasamentul la simplu de până atunci. În octombrie 2018, el a câștigat al doilea titlu ATP prin după ce l-a învins pe Juan Martín del Potro în finala Openului Chinei. În decembrie, la Doha, a pierdut în fața lui Novak Djokovic în trei seturi după ce i-a bătut pe Albert Ramos Viñolas și Andrei Rublev.